# Мельников, Борис Васильевич
Борис Васильевич Ме́льников (23 августа 1923 года — 2 октября 1951 года) — заместитель командира эскадрильи 143-го гвардейского штурмового авиационного полка 8-й гвардейской штурмовой авиационной дивизии 1-го гвардейского штурмового авиационного корпуса 2-й воздушной армии 1-го Украинского фронта, гвардии старший лейтенант, Герой Советского Союза.

## Биография
Борис Васильевич Мельников родился 23 августа 1923 года в городе Томске в семье служащего.
Русский. Член ВКП(б). Жил в столице Башкирии городе Уфе, где окончил 9 классов и аэроклуб.
В Красную Армию призван в 1940 году Кировским райвоенкоматом города Уфы Башкирской АССР. В 1942 году окончил Молотовскую военную авиационную школу.
В действующей армии с февраля 1942 года. Воевал в составе 143 гвардейского штурмового авиационного полка, был заместителем командира эскадрильи. Совершил 231 боевой вылет на штурмовку войск противника.
С 1945 года — капитан. В 1948 понижен до старшего лейтенанта и уволен в запас. Работал машинистом экскаватора в городе Докучаевске Донецкой области Украины.
Трагически погиб на 29-м году жизни 2 октября 1951 года. Похоронен в Докучаевске.

## Подвиг
«Заместитель командира эскадрильи 143-го гвардейского штурмового авиационного полка (8-я гвардейская штурмовая авиационная дивизия, 1-й гвардейский штурмовой авиационный корпус, 2-я воздушная армия, 1-й Украинский фронт) комсомолец гвардии старший лейтенант Борис Мельников к маю 1945 года совершил 231 боевой вылет на разведку и штурмовку войск противника. На его счету 48 уничтоженных вражеских танков, 145 автомашин с грузами и живой силой, взорванные железнодорожные эшелоны с техникой и боеприпасами, 10 артиллерийских и 6 миномётных батарей, 5 самолётов на аэродромах, а также свыше пятисот солдат и офицеров противника».
Указом Президиума Верховного Совета СССР от 27 июня 1945 года за образцовое выполнение заданий командования и проявленные мужество и героизм в боях с немецко-фашистскими захватчиками гвардии старшему лейтенанту Мельникову Борису Васильевичу присвоено звание Героя Советского Союза с вручением ордена Ленина и медали «Золотая Звезда» (№ 6575).

## Награды
- Медаль «Золотая Звезда» Героя Советского Союза (27.06.1945)[2][3].
- Орден Ленина (27.06.1945).
- Орден Красного Знамени (30.09.1943)[4].
- Орден Красного Знамени (06.03.1944)[5].
- Орден Красного Знамени (25.04.1945)[6].
- Орден Александра Невского (05.09.1944)[7].
- Орден Отечественной войны 2-й степени (20.07.1943)[8].
- Медали.

## Память
Имя лётчика-штурмовика занесено на мемориальную доску выпускников Уфимского аэроклуба — Героев Советского Союза.
В честь Б. В. Мельникова названа улица в Докучаевске.